# 藤内小屋

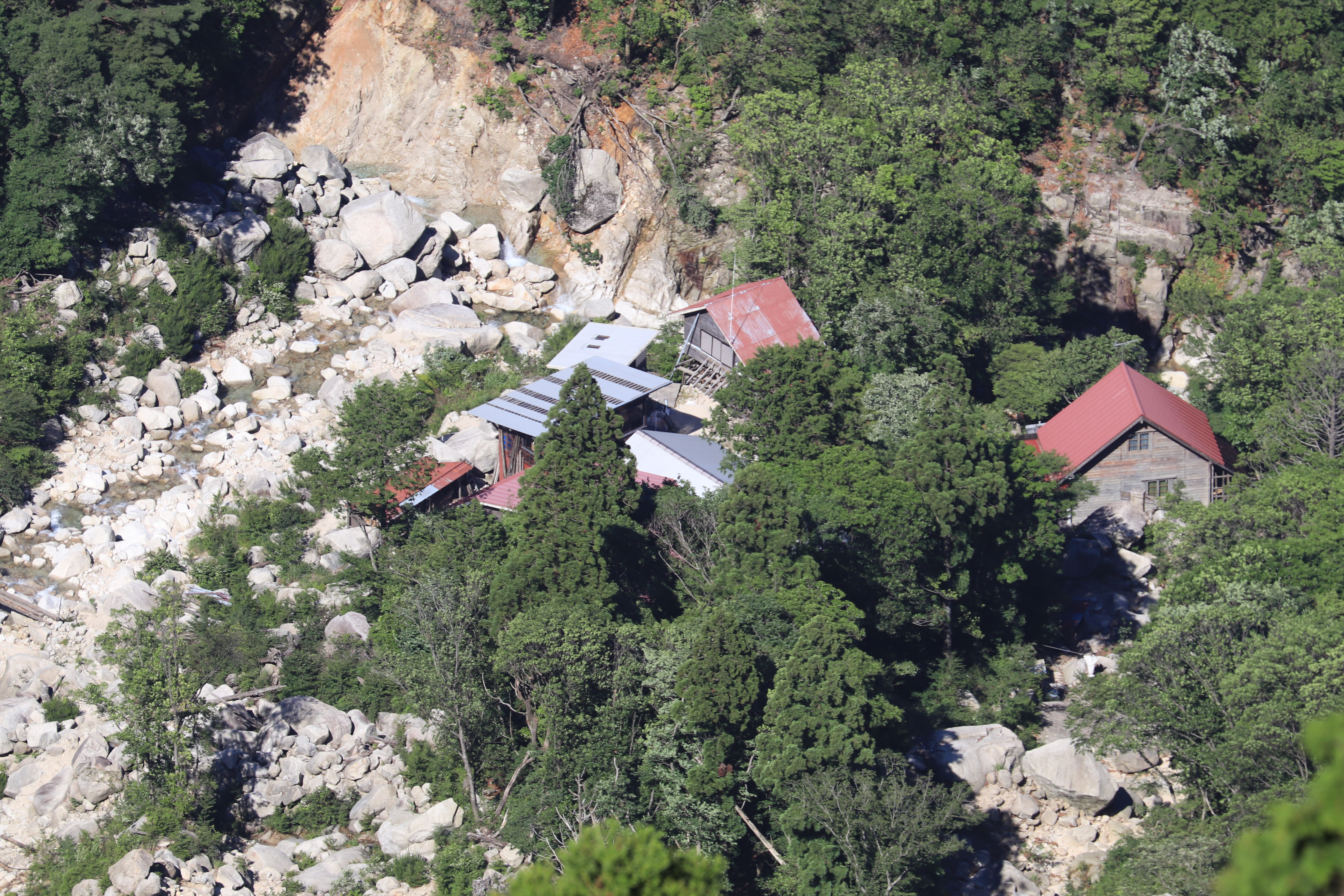
御在所岳の中道登山道から見下ろす沢沿いにある藤内小屋

藤内小屋（とうないごや 北緯35度01分24秒 東経136度26分05秒 / 北緯35.023367度 東経136.434843度）は、三重県三重郡菰野町にある山小屋。1959年11月開業。2008年9月の豪雨で土石流による被害を受けたが、2010年4月に営業を再開した。御在所岳の北に位置する国見峠から湯の山温泉に向かって東に流れる三滝川の中州にある。御在所岳の登山道の裏道の中間に位置し、藤内壁に近いことからクライマーにも利用されている。2020年12月現在、5名以上の団体予約を除いて宿泊は土曜、休前日の
み。夕･朝食は予約制。通年営業。

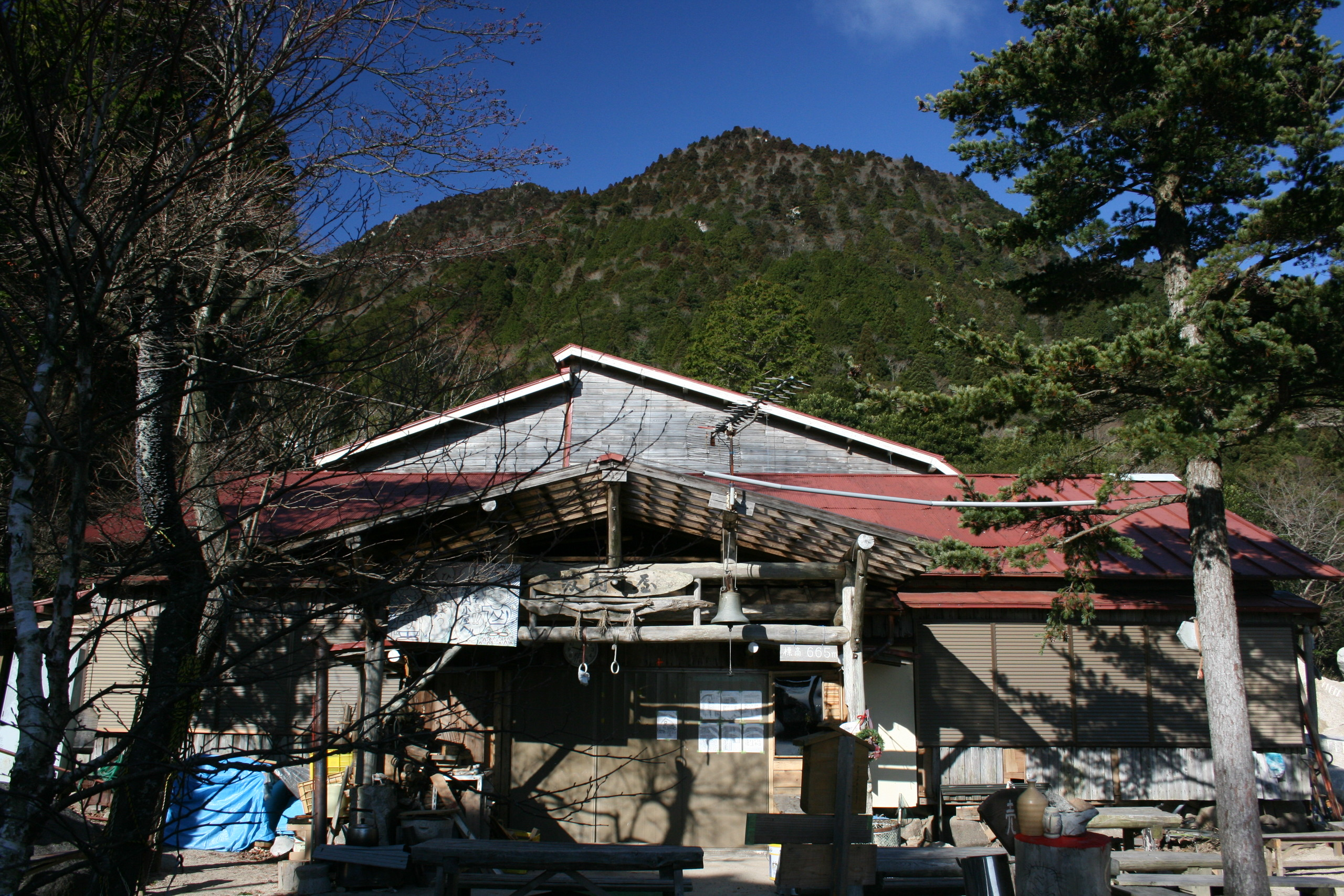
本館、背後に御在所岳
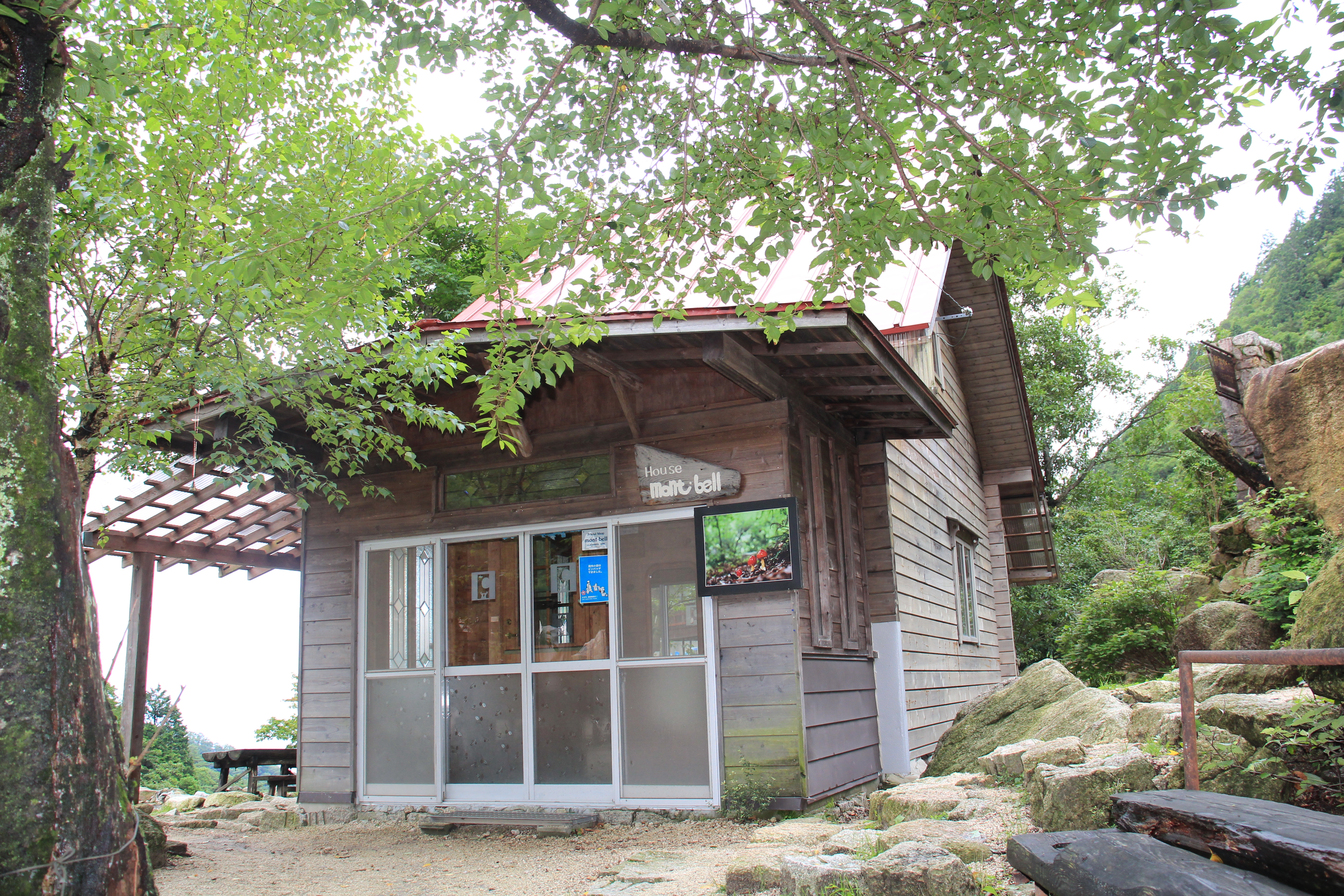
2009年8月に、モンベルから寄贈された別館のモンベルハウス

## 周辺
- 藤内壁
- 御在所ロープウエイ
- 日向小屋
- 御在所山の家
- 湯の山温泉
- 鈴鹿スカイライン